# Parasphenella carinata
Parasphenella carinata är en insektsart som först beskrevs av Bolívar, I. 1904.  Parasphenella carinata ingår i släktet Parasphenella och familjen Pyrgomorphidae. Inga underarter finns listade i Catalogue of Life.